# Gallipoli

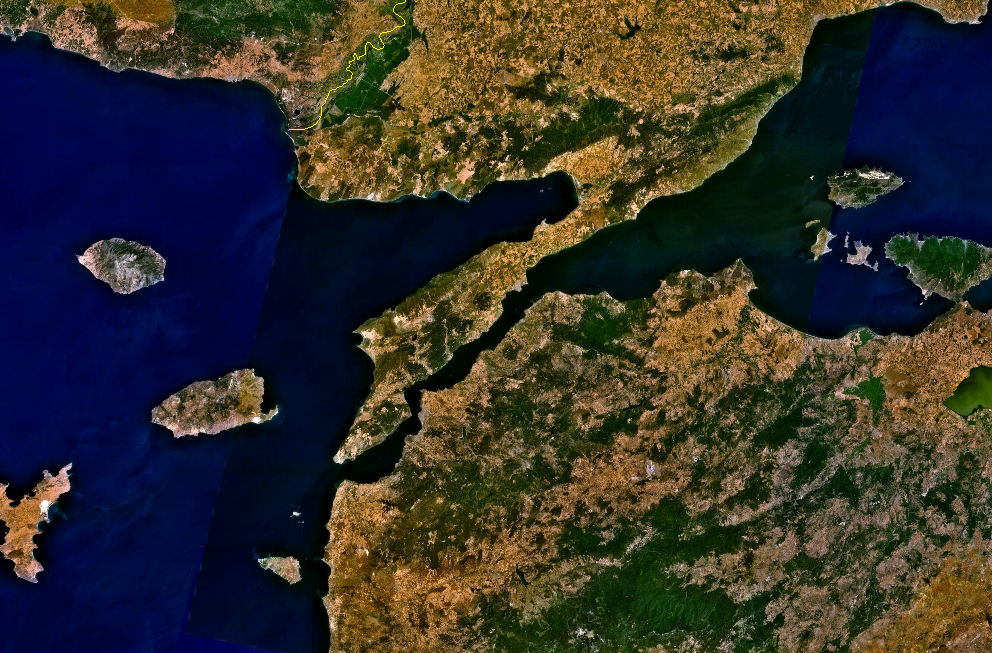
Satelitní fotografie poloostrova

Gallipoli (turecky Gelibolu Yarımadası) je poloostrov nacházející se v provincii Çanakkale v evropské části Turecka. Leží mezi Egejským mořem na západě a Dardanelskou úžinou na východě. Jméno poloostrova původně pochází z řeckého slova Kallipolis (Καλλίπολις), což znamená Překrásné město.
Po většinu středověku se území nacházelo pod kontrolou byzantské říše, roku 1354 ji získali osmanští Turci. Gallipoli se stalo odrazovým můstkem osmanské expanze na Balkán a dále do střední Evropy.
Během první světové války se zde odehrála bitva o Gallipoli mezi vojsky Osmanské říše a britskými výsadkovými jednotkami, která skončila osmanským vítězstvím. Po prohře Osmanů v první světové válce a turecké válce za nezávislost se území Gallipoli stalo součástí nově vzniklé Turecké republiky a je jím dodnes.